# 親子雑煮
親子雑煮（おやこぞうに）は、日本の郷土料理。鮭とイクラを用いた雑煮である。鮭親子雑煮、鮭とイクラの親子雑煮とも呼ばれる。

## 概要
北海道など鮭の産地で食されている。
主に東日本で食されている。

## 北海道
北海道は、明治から大正にかけて200万人が移住したとも言われており、それぞれの故郷の雑煮が食されている。
鮭とイクラを用いた雑煮は、新潟出身の家々に伝承されている雑煮であり、越後雑煮とも呼ばれる。

## 新潟県

### 村上市
村上市は「鮭の南限」とも呼ばれており、三面川を遡上してくる鮭が名産でもある。
村上市の雑煮は、鮭で出汁を取り、焼いた角餅を入れる。

### 新発田市

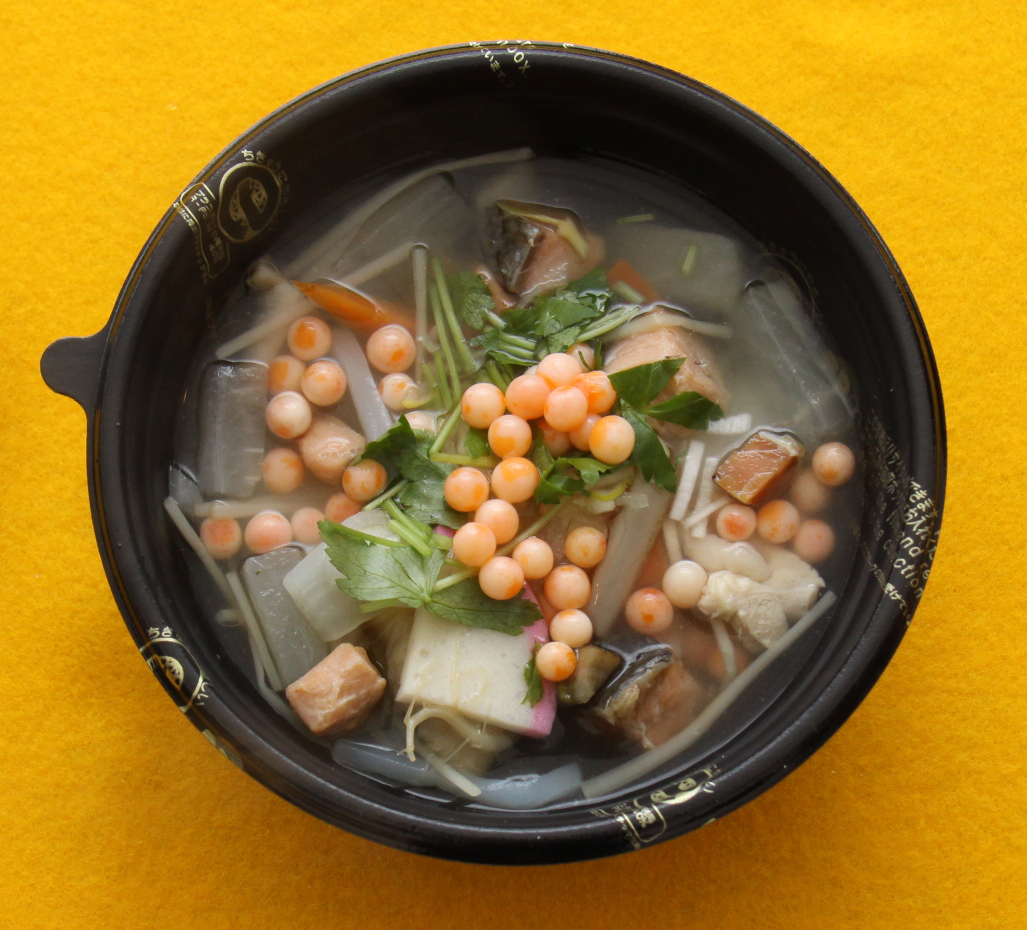
新発田雑煮

新発田市の親子雑煮の特徴は、イクラを湯通しすることにある。湯通ししたイクラは表面に火が通り、乳白色になる。この状態のイクラを「とと豆」と呼ぶ。鮭とイクラ以外にも同じ新潟郷土料理ののっぺのように具沢山に野菜が入る。餅は焼いた角餅を入れる。